# Postavölgy
Postavölgy Pécs legdélibb városrésze Árpádvárostól délre, az 58-as főúttól keletre. Az észak–déli irányú völgynek két ága van: az Árpádváros felőli része a Nagypostavölgy, a Nagyárpád felőli ága a Kispostavölgy. Közöttük magasodik a Kispostavölgyi-tető. Legdélebbi területe Reménypuszta. Tengerszint feletti magassága 140-210 méter.

## Nevének eredete
A hely korábban szántó és szőlőterület volt. Nevét arról kapta (a helyi hagyomány szerint), hogy egy pécsi postamester telepített itt először szőlőt (a Nagypostavölgyben). A kisebbik völgyben a Keszler családnak volt földje, szőlei.

## Tömegközlekedés
Postavölgyben közlekedő buszjárat:
- 41: Főpályaudvar – Postavölgy – Reménypuszta
- 41E: Reménypuszta → Postavölgy → Főpályaudvar
- 41Y: Főpályaudvar – Temető keleti kapu – Nagyárpád – Reménypuszta
- 43: Főpályaudvar – Temető északi kapu – Nagyárpád – Reménypuszta